# English Invitation Tournament 1953
Das English Invitation Tournament 1953 im Badminton fand in Leicester statt.

## Die Sieger
| Disziplin    | Sieger                     |
| ------------ | -------------------------- |
| Herreneinzel | F. John Shaw               |
| Dameneinzel  | Iris Cooley                |
| Herrendoppel | John D. McColl Tony Jordan |
| Damendoppel  | Iris Cooley June White     |
| Mixed        | Tony Jordan June White     |